# L'ultimo processo
L'ultimo processo (The Last Trial) è un romanzo di Scott Turow, pubblicato per la prima volta nel 2020.

## Trama
L'ottantacinquenne Sandy Stern si è ormai ritirato dalla professione legale, lasciando il suo celebre studio in mano alla figlia Marta: Deve però ritornare sulla sua decisione quando il suo grande amico Kiril Pafko viene accusato di reati finanziari e di omicidio.
Sandy dovrà scavare nella vita del suo amico e nel suo passato, scoprendo cose che non sospettava, mentre il declino della sua salute prosegue inesorabile.

## Collegamenti con altre opere
Turow recupera l'ambientazione della Contea di Kindle dai suoi precedenti romanzi. Sandy Stern era già stato coprotagonista in Presunto innocente e Innocente e protagonista in L'onere della prova.

## Edizioni in italiano
- Scott Turow, L'ultimo processo, collana Omnibus, traduzione di Sara Crimi e Laura Tasso, Arnoldo Mondadori, 2020,  p. 432, ISBN 9788804729013.